# Piotr Stahl
Piotr Stahl (ur. 18 października 1960) – polski strzelec sportowy i trener strzelectwa, mistrz i rekordzista Polski.

## Życiorys
W młodości uprawiał w barwach Śląska Wrocław strzelectwo sportowe, w konkurencji trap. Wielokrotnie zdobywał medale mistrzostw Polski seniorów, m.in. w 1990 został wicemistrzem Polski, w 1993 i 1996 mistrzem Polski seniorów. 7 lipca 1996 poprawił rekord Polski, wynikiem 122 punktów.
Został wybrany najlepszym trenerem roku 2002 na Dolnym Śląsku w plebiscycie Słowa Polskiego i Gazety Wrocławskiej.
Jego zawodniczką jest m.in. olimpijka Sandra Bernal